# 剣持武彦
剣持武彦（けんもち たけひこ、1928年2月25日 - 2007年2月2日）は、日本の比較文学者。

## 経歴
神奈川県横浜市生まれ。東京都立大学 (1949-2011)大学院修士課程修了。二松學舍大学教授（のち名誉教授）、上智大学教授、1993年より清泉女子大学教授。日本比較文学会理事、島崎藤村学会会長を務めた。島崎藤村のフランス体験など、比較文学に業績があった。長男は静岡県立大学准教授の剣持久木。

## 著書
- 西洋文学入門 比較文学のためのノート 教育出版センター 1971
- 日本近代詩考 比較文学への試み 教育出版センター 1975
- 近代の小説 比較文学の視点と方法 笠間書院 1975
- 「間」の日本文化 講談社現代新書 1978
- 比較日本学のすすめ 日本人の民族性を探る PHP研究所 1980
- 藤村文学序説 桜楓社 1984
- 「にじみ」の日本文化 行動様式と人間関係にひそむ「曖昧さ」の美学 PHP研究所 1984
- 個性と影響 比較文学試論 桜楓社 1985
- 肩の文化、腰の文化 比較文学・比較文化論 双文社出版 1988
- 比較日本学の旅 あるフィレンツェ体験 朝文社 1992
- 比較文学プロムナード 近代作品再読 おうふう 1994
- 言語生活と比較文化 朝文社 1995
- 受容と変容・日本近代文学 ダンテからジッドまで おうふう 2000

## 共編著
- 欧米作家と日本近代文学 第1-5巻 福田光治,小玉晃一共編 教育出版センター, 1974-76 (比較文学シリーズ)
- 島崎藤村 朝日出版社, 1978 (比較文学研究)
- 島崎藤村 文明批評と詩と小説と 平岡敏夫共編 双文社出版, 1996